# Nakon
Nakon (deuxième moitié du IXe siècle) est un chef (knèze) de la confédération slave des Abodrites, installée au Haut Moyen Âge au sud-est du Holstein, dans la région de l'actuelle Lübeck. Il est le fondateur de la dynastie des Nakonides qui a régné dans cette région jusqu'au XIIe siècle.

## Biographie
Nakon a régné d'abord en association avec son frère Stoignew, tué en 955 à la bataille du Raxa (Recknitz). Il semble qu'il ait alors accepté de se convertir au christianisme et soit devenu vassal de l'empereur Otton Ier.
Il avait sa principale résidence au château de Mecklembourg (en), au sud du village actuel de Dorf Mecklenburg.
Il est mort vers 965-967. En 967, c'est son fils Mistivoï qui est cité comme prince des Abodrites.
Les sources anciennes sur Nakon sont la Rerum gestarum Saxonicarum du chroniqueur saxon Widukind de Corvey et la Chronique de l'histoire d'Allemagne de Dithmar, évêque de Mersebourg. Il est mentionné par le marchand et voyageur espagnol Ibrahim ibn Ya'qub.